# EIROforum
EIROforum (англ. forum of European intergovernmental scientific research organizations) — організація, що об'єднує сім міждержавних науково-дослідницьких організацій з їх інфраструктурами та лабораторіями. Організація створена з метою об'єднання ресурсів та наукового потенціалу для розвитку європейської науки.

## Країни-учасники
Учасниками EIROforum є такі сім організацій:
- CERN (European Organization for Nuclear Research) — Європейська організація з ядерних досліджень.
- EFDA (European Fusion Development Agreement) — Європейська угода з розробок в галузі термоядерного синтезу.
- EMBL (European Molecular Biology Laboratory) — Європейська лабораторія молекулярної біології, м. Гейдельберг, Німеччина.
- ESA (European Space Agency) — Європейське космічне агентство (ЄКА).
- ESO (European Organisation for Astronomical Research in the Southern Hemisphere) — Європейська організація астрономічних досліджень в Південній півкулі.
- ESRF (European Synchrotron Radiation Facility) — Загальноєвропейська установка синхротронного випромінювання, м. Гренобль, Франція.
- ILL (Institut Laue Langevin) — Інститут Лауе-Ланжевена, м. Гренобль, Франція.